# Iain Henderson
William Iain Henderson (Craigavon, 21 febbraio 1992) è un rugbista a 15 internazionale per l'Irlanda, che gioca nel ruolo di seconda linea o terza linea ala con l'Ulster.

## Biografia
Nato a Craigavon, in Irlanda del Nord, Henderson iniziò a giocare a livello giovanile durante la frequenza alla Belfast Royal Academy.
Entrato a far parte dell'accademia dell'Ulster nell'aprile 2012 esordì con la franchigia irlandese affrontando il Connacht in Pro12.
Già nazionale giovanile, il 10 novembre 2012 Henderson debuttò con l'Irlanda durante i test di fine anno contro il Sudafrica.
L'anno dopo raggiunse con l'Ulster la finale del Pro12 2012-13 che vide prevalere il Leinster 24-18.
Fu parte della selezione irlandese che partecipò, giungendo fino ai quarti di finale, alla Coppa del Mondo di rugby 2015 in Inghilterra e, due anni più tardi, Warren Gatland, C.T. dei British Lions, incluse Henderson nella rosa che affrontò il tour in Nuova Zelanda.